# Concerto pour violon no 1 de Szymanowski
Pour les articles homonymes, voir Concerto pour violon no 1.
Le Concerto pour violon no 1 op. 35 de Karol Szymanowski a été composé en 1916, alors que le compositeur résidait à Zarudzie, en Ukraine.

## Création
Paweł Kochański conseilla Szymanowski pour la technique délicate du violon lors de la composition de ce concerto, d'une grande virtuosité, et il en écrivit plus tard la cadence. L'œuvre lui est dédiée.
Le concerto est sans doute inspiré par un poème de Tadeusz Miciński (en) intitulé  Noc Majowa. Il privilégie une atmosphère de rêve féerique, avec une musique somptueuse et extatique. D'une grande complexité, il exploite toute l'étendue de l'instrument, mettant en particulier en avant le lyrisme du registre le plus aigu, auquel répondent les bois aigus colorés par diverses percussions (célesta, glockenspiel), auxquelles s'ajoutent la harpe et le piano. On y entend des influences de Scriabine et Stravinsky, mais l'intensité hallucinatoire de la musique, de même que la forme en un seul mouvement sont particulières à Szymanowski.
Il est créé le 1er novembre 1922 à Varsovie, avec pour soliste Józef Ozimiński (en). C'est depuis une des œuvres les plus populaires du compositeur.

## Mouvements
1. Vivace assai - Tempo comodo : andantino - Subito vivace assai
2. Vivace scherzando - Tempo comodo : allegretto - Vivace
3. Cadenza (Vivace) - Allegro moderato - Lento assai

- Durée d'exécution : environ vingt-cinq minutes.

## Discographie
Le concerto no 1 est souvent couplé avec le Concerto pour violon no 2 de Szymanowski.
- David Oïstrakh avec l'orchestre symphonique de Leningrad dirigé par Kurt Sanderling, Chant du monde, 1959.
- Konstanty Andrzej Kulka, avec l'Orchestre philharmonique de Katowice dirigé par Karol Stryja, Naxos, 1988.
- Chantal Juillet avec l'orchestre symphonique de Montréal dirigé par Charles Dutoit, Decca, 1993.
- Konstanty Andrzej Kulka (en) avec l'orchestre symphonique national de la radio polonaise dirigé par Jerzy Maksymiuk, EMI, 1995.
- Thomas Zehetmair avec l'orchestre symphonique de Birmingham dirigé par Simon Rattle, EMI, 1995.
- Kaja Danczowska (pl) avec l'orchestre philharmonique de Varsovie dirigé par Kazimierz Kord, Accord, 1996.
- Nicola Benedetti avec l'orchestre symphonique de Londres dirigé par Daniel Harding, Deutsche Grammophon, 2005.
- Ilya Kaler (en) avec l'orchestre philharmonique de Varsovie dirigé par Antoni Wit, Naxos, 2006.
- Frank Peter Zimmermann avec l'orchestre philharmonique de Varsovie dirigé par Antoni Wit, Sony Classical, 2009.
- Christian Tetzlaff avec l'orchestre philharmonique de Vienne dirigé par Pierre Boulez, Deutsche Grammophon, 2010.